# Caso Nóos
El caso Nóos, también conocido como caso Urdangarin e, inicialmente, Operación Babel, fue un caso de corrupción política que arrancó en 2010 cuando el juez José Castro, que investigaba el caso Palma Arena, decidió abrir una pieza separada. La nueva instrucción trataba de recabar información sobre varios convenios firmados durante 2005 y 2006 por el Gobierno balear y el Instituto Nóos, una fundación «sin ánimo de lucro» presidida por Iñaki Urdangarín, ex-yerno del entonces rey de España, Juan Carlos I. 
Tras la investigación, la Fiscalía Anticorrupción presentó contra Urdangarín y a su socio, Diego Torres, los cargos de malversación, fraude, prevaricación, falsedad y blanqueo de capitales. El 11 de enero de 2016 se abrió el vista oral ante la Audiencia Provincial de Baleares. Finalmente, Iñaki Urgangarín fue condenado a 5 años y 10 meses de prisión, e ingresó en la prisión abulense de Brieva.

## Cronología

### 2006
En el mes de febrero de 2006, el diputado socialista en el Parlamento balear, Antoni Diéguez, difundió que el Govern entonces presidido por el popular Jaume Matas había pagado 1,2 millones de euros a una entidad sin ánimo de lucro para que organizara la celebración en Palma de Mallorca de un Foro sobre Turismo y Deporte entre el 22 y el 25 de noviembre de 2005. La entidad se llamaba Fundación Nóos y estaba presidida por Iñaki Urdangarín, esposo de la infanta Cristina de Borbón.
El evento duró tres días y su repercusión fue mínima. A pesar de las primeras sospechas, el asunto dormitó durante varios años. Nóos y sus empresas satélite siguieron desempeñando sus actividades hasta entrado el año 2009.

### 2007
En el verano de 2007 estalló el caso Palma Arena, al descubrir el recién constituido gobierno balear, presidido por el socialista Francesc Antich, un sospechoso descuadre de más de 50 millones de euros en las cuentas del recién inaugurado polideportivo Palma Arena. La instalación había costado 110 millones, pese a que el precio de licitación de la obra se fijó en 43.

### 2009
Los duques de Palma se mudaron a Washington D. C., donde Iñaki Urdangarín asumió un cargo de alto ejecutivo de Telefónica.

### 2010
El caso Nóos se abrió definitivamente como derivado del caso Palma Arena. En algunos de los registros relacionados con Palma Arena, la policía halló documentos sobre dos convenios de colaboración entre el Gobierno balear y el Instituto Nóos. El juez instructor, José Castro, descubrió en esos documentos motivos suficientes para abrir una nueva pieza separada, la número 25 del caso, por apropiación indebida de fondos públicos, malversación de caudales públicos y fraude a la Administración.
El 22 de julio de 2010 el juez instructor del caso Palma Arena, José Castro, abrió una nueva pieza en la causa en la que pedía información sobre los convenios firmados en 2005 y 2006 entre la Fundación Illesport, el Instituto Balear de Turismo (Ibatur), dependientes del Gobierno Balear, y el Instituto Nóos, presidido entonces por el duque de Palma, Iñaki Urdangarin.
El diario El País encontró un documento de un presupuesto sospechoso por un evento internacional que el mencionado instituto organizó cuando Urdangarín llevaba la gestión (desde 2004 a 2006). Se cree que persuadió varias administraciones públicas (principalmente gobiernos de comunidades autónomas) para firmar acuerdos con este instituto (que se suponía una organización sin ánimo de lucro) tanto por trabajos, que nunca se hicieron, como otros con presupuestos desorbitados de hasta 5 800 000 euros provenientes de administraciones públicas.
Estos convenios, según el criterio del instructor del caso y la Fiscalía Anticorrupción, son irregulares, dado que las entidades públicas no pueden firmar este tipo de acuerdos con empresas privadas a menos que se justifique que es la única forma de recibir el servicio. Además no se convocaron concursos públicos. Los responsables de Nóos crearon, según las investigaciones, una red societaria que facturaba al Instituto, es decir, se contrataban a ellos mismos.
La Agencia Tributaria de Cataluña presentó ante el juez instructor del caso Nóos un informe sobre las operaciones del entramado empresarial y elevó a más 230 000 euros la cantidad que en 2007 la entidad habría eludido abonar a Hacienda por el Impuesto de Sociedades.

### 2011

Número 224 de la calle Balmes de Barcelona, en cuya cuarta planta estaba situada la sede social de Aizoon y Baf Tejeiro, el bufete de asesoramiento fiscal de los cuñados de Diego Torres.

El juez José Castro, citó el 2 de junio de 2011 como imputado al exvicepresidente del Instituto Nóos, Diego Torres. En su declaración ante el juez el 11 de julio defendió la legalidad de los dos convenios firmados con el Govern.
El fiscal anticorrupción de Baleares, Pedro Horrach, dirigió el 8 de noviembre de 2011 el registro por parte de Agentes del Cuerpo Nacional de Policía de las oficinas de una red de sociedades vinculadas al Instituto Nóos en Barcelona y del piso particular de Diego Torres. Dos de los edificios registrados fueron la sede del Instituto Nóos en Mestre Nicolau 19 y la sede de Aizoon en Balmes 224. Esta última sede estaba situada en la cuarta planta del edificio, sede también de Baf Tejeiro, Medina, Tejeiro, el bufete de asesoramiento fiscal de los cuñados de Diego Torres, Miguel y Marco Antonio Tejeiro, entre otros profesionales.
El mismo día la Policía Judicial recogió de las sedes de la Conselleria de Presidencia de la Generalidad Valenciana y de la Ciudad de las Artes y las Ciencias (Cacsa) documentación sobre los contratos firmados con el Instituto Nóos.
El juez Castro levantó el secreto del sumario sobre esta pieza e imputó a Iñaki Urdangarín el 29 de diciembre de 2011 por presuntos delitos en la actividad de Nóos de evasión de impuestos, fraude fiscal, prevaricación, falsedad documental y malversación de caudales públicos. En el auto, hecho público el 2 de enero de 2012, se refleja que el Duque de Palma y su socio Diego Torres percibieron 5,8 millones de euros del Instituto Nóos, una cantidad equivalente obtenida por la entidad a través de los Gobiernos valenciano y balear. Según el detalle de esos cobros 2 794 440 euros fueron recibidos por Nóos Consultoría Estratégica entre 2004 y 2007 y 397 996 euros por De Goes Center for Stakeholder Management entre 2006 y 2007. Además, el duque de Palma recibió 747 889,54 euros entre 2004 y 2005 de la inmobiliaria Aizoon, cuya propiedad comparte con su esposa, la infanta Cristina. El resto del dinero fue percibido por su socio, al que Virtual Strategies abonó 749 505,61 euros, Shiriaimasu 456 381,73 euros e Intuit Strategy Innovat 853 103,40 euros, siempre entre 2004 y 2007.
La Fiscalía cifra que de la suma total 3 519 533,90 euros fueron abonados por la Generalitat Valenciana (directamente o a través de la Fundación Turismo Valencia o la Ciudad de las Artes y de las Ciencias) y los otros 2 285 000 euros por el Gobierno balear a través de la Fundación Illesport.

### 2012
El 1 de febrero de 2012, el juez de la Audiencia Nacional Ismael Moreno rechazó asumir la competencia sobre la denominada Operación Babel, que investigaba las actividades de Urdangarin al frente del Instituto Nóos. Por lo tanto, el caso continuará su instrucción por el titular del Juzgado de Instrucción número 3 de Palma de Mallorca, José Castro. Según el auto dictado por el juez central número dos, unas defraudaciones como las investigadas en esta causa "es obvio que no tienen la entidad y significación suficiente para conmover la confianza que es fundamento necesario de la seguridad del tráfico mercantil o para alterar el normal desarrollo de la economía nacional".
Los dos primeros imputados llamados a declarar fueron el exsocio de Urdangarín, Diego Torres, y su mujer, Ana María Tejeiro, que se acogieron a su derecho a no declarar el 11 de febrero de 2012. Sí lo hizo Miguel Tejeiro, hermano de la mujer de Torres, que ejerció de contable en varias de las sociedades y fue secretario de Nóos. Tejeiro reconoció que el duque de Palma y su socio crearon una sociedad en Belice, asesorados por el abogado especializado en fiscalidad Salvador Trinxet, para pagar menos impuestos, aunque matizó que la operación era legal. Una semana después, el 18 de febrero, declaró el ex director general de Deportes de Baleares, José Luis "Pepote" Ballester, que reconoció ante el juez que Urdangarin y Matas pactaron los contratos y desvinculó de estos tratos a la infanta Cristina.
El 24 y 25 de febrero hacía declaración Iñaki Urdangarín. En su testimonio, que se extendió durante dos días, reivindicó su "inocencia" y la "total transparencia" de su actuación, además se desvinculó de la gestión del Instituto Nóos y exculpó a la infanta Cristina. Durante su segundo día de declaración reconoció que en 2006 el Rey le había pedido, por mediación de su amigo y asesor legal José Manuel Romero Moreno, conde de Fontao, que abandonase el Instituto Nóos y se dedicase a actividades no lucrativas, aunque hizo caso omiso del emisario real y, en 2008, volvió a hacer negocios. Además el fiscal destapó la existencia de una cuenta bancaria en Suiza que Urdangarin aceptó haber utilizado.
El 19 de diciembre la Fiscalía Anticorrupción solicitó ante el Juzgado de Instrucción número 3 de Palma su escrito de responsabilidad civil en el que solicitaba una fianza de 8 189 448 euros para el duque de Palma, Iñaki Urdangarin, su exsocio Diego Torres y las empresas administradas por ambos imputados y a través de las cuales presuntamente desviaron los fondos públicos y privados que obtuvieron a través del Instituto Nóos. El fiscal Pedro Horrach solicitaba de este modo que se abriera una pieza separada de responsabilidad civil, en el marco de la cual se diera traslado a las partes personadas en el 'caso Nóos' para que se pronunciasen e hiciesen las alegaciones que estimaren oportunas, tras lo cual el juez, José Castro, dictará un auto mediante el que decidirá si estima o no la petición de la Fiscalía.

### 2013
En enero la Abogacía del Estado se persona como acusación particular en el llamado caso en representación de la Agencia Estatal de la Administración Tributaria (AEAT) ante un presunto fraude fiscal por valor de unos 470 000 euros en el que estaría implicado Iñaki Urdangarin y el Instituto Nóos. La Abogacía del Estado solicitaba ser parte en la causa tras haber tenido conocimiento de la denuncia interpuesta por la Fiscalía Anticorrupción por la supuesta comisión de dos delitos fiscales por el impago del IRPF en 2007 y 2008 por parte del marido de la Infanta Cristina y de un delito contra la Hacienda Pública en el Impuesto de Sociedades en 2007 en el caso de la entidad aparentemente sin ánimo de lucro.
En febrero de 2013 se inició una nueva serie de interrogatorios por parte del juez instructor del caso Nóos José Castro a los principales imputados, Torres y Urdangarin. El 16 de febrero se tomó declaración a Torres, exsocio del duque de Palma. Torres declaró que el duque de Palma fue apartado en marzo de 2006 por la Casa del Rey de los negocios que ambos mantenían con Administraciones públicas, pero solo en apariencia, no realmente. «Don Iñaki seguía detrás de los proyectos y esto tampoco era ajeno [a la Casa del Rey] (...) La recomendación era que se cubrieran las apariencias, pero no que no pudiera estar en la fundación». Durante el interrogatorio al imputado, el juez quiso hacer un resumen de lo que él creía que había ocurrido tras esa sugerencia real: "Urdangarin podía hacer lo que le viniera en gana, siempre y cuando no figurara en los órganos de administración". Torres le contestó: «En esencia, lo que el señor Romero le vino a decir era así». En las 138 páginas de transcripción literal de las declaraciones de Diego Torres del sábado día 16 consta la versión sobre un supuesto pacto de silencio o el eventual chantaje entre ambos exsocios. Diego Torres apuntaló esta tesis: «Tengo montones de comentarios del señor Urdangarin de sus conversaciones con su esposa, sus opiniones y absolutamente de acuerdo en la línea que se estaba tomando se cuidaran las apariencias y que simulara estar fuera de Nóos».
El antiguo socio del yerno del rey aseguró también ante el juez que la infanta Cristina, esposa de Urdangarin, participaba activamente en los negocios de Nóos como miembro de la junta directiva del instituto. Sin embargo, a la pregunta del fiscal Horrach: “«¿La Infanta cobraba del Instituto Nóos?», Diego Torres respondió «No, directamente del Instituto Nóos no ha cobrado».
Torres le contó al juez que para el marido de la Infanta Cristina era «muy duro y muy difícil de aceptar» dejar la presidencia del Instituto Nóos. Según la transcripción entregada hoy a los abogados, Urdangarín, pese a las instrucciones procedentes de la Casa Real, continuó detrás de los proyectos puesto que «seguía teniendo mucho interés en estas actividades». «¿Por qué se hizo entonces "ese simulacro de apartamiento"?», insistió Castro. «Por presión mediática y por decir 'ya lo estoy dejando'».
El 23 de febrero se filtró a la prensa que la judicatura aceptaba en el sumario los correos electrónicos aportados por uno de los imputados, Diego Torres. Con ello se trastocó una de las estrategias de la defensa de Urdangarín, cuyo abogado, Mario Pascual, reclamó la nulidad y expulsión del sumario de los correos.
En febrero, el Síndic major de Comptes de la Generalidad Valenciana, Rafael Vicente Queralt, declaró en relación con los Valencia Summit gestionados por Nóos: "No se justificaba la necesidad del gasto, no se justificaba el precio y no se justificaba la excepcionalidad en la contratación".
El 27 de febrero se filtró a la prensa que La Fiscalía no veía ningún indicio contra la Casa Real ni la infanta Cristina en el 'caso Nóos', ya que las últimas declaraciones, investigaciones y correos entregados por el exsocio de Iñaki Urdangarin, Diego Torres, no habrían aportado prueba alguna que avalara una supuesta intervención en los negocios del duque de Palma. Asimismo, el ministerio público tampoco vio indicios en el caso contra la alcaldesa de Valencia, Rita Barberá, y el expresidente de Valencia Francisco Camps por los pagos que se hicieron por la celebración de los Valencia Summit.
El 5 de marzo se filtró a la prensa la transcripción completa del interrogatorio de Urdangarín el pasado 23 de febrero. En el documento, de 84 páginas de extensión, Urdangarín mantiene su postura exculpatoria con respecto a su mujer y alega desconocer muchos de los detalles del funcionamiento de las asociaciones que presidió y dirigió.
En abril de 2013, la infanta Cristina fue imputada por el juez por presunta apropiación indebida de fondos públicos. La Fiscalía Anticorrupción dijo que recurriría a dicha imputación al no existir pruebas sólidas.
El 7 de mayo de 2013, la Sección Segunda de la Audiencia Provincial de Baleares decidió suspender la imputación de la infanta Cristina. La decisión fue votada por dos de los tres jueces que conformaban la Audiencia, mientras que el magistrado Juan Jiménez se mostró a favor de mantener la imputación. Al día siguiente, el 8 de mayo, la Fiscalía del Estado, a través de su presidente Eduardo Torres-Dulce se congratulaba por la decisión por haber sido favorable a la postura defendida por el Ministerio Público.
El 14 de mayo, el juez instructor José Castro encomendó a la Agencia Tributaria una exhaustiva indagación sobre los supuestos delitos fiscales y de blanqueo de capitales en las actividades de la infanta Cristina. El juez inicia así “una línea de investigación tendente a acreditar o descartar la posible comisión” de supuestos delitos de la hija de los Reyes.
El 4 de noviembre José Castro embargó la mitad indivisa del lujoso palacete de Pedralbes y otras tres viviendas menores en Palma y Tarrasa, de las que los duques de Palma y su sociedad privada Aizóon son titulares. El total de bienes embargados fue de 16 propiedades, incluidos garajes, trasteros y aparcamientos. El embargo judicial se extendió sobre las propiedades de Diego Torres, por las casas que compartía con su mujer Ana María Tejeiro —imputada— en San Cugat del Vallés y Mataró, Palma y Mahón. El juez Castro actuó porque el yerno del Rey y su exsocio, Diego Torres, no abonaron ni hicieron frente en efectivo ni con avales bancarios a la fianza de responsabilidad civil, solidariamente para ambos, de 6,1 millones de euros.

### 2014
El 7 de enero de 2014, el juez Castro decidió imputar a la infanta Cristina por blanqueo y delito fiscal.
Finalmente, en junio, el juez solo consideró culpable a 16 personas, incluida la hermana del rey. Y el juez Castro invitó al fiscal Horrach a querellarse contra él por prevaricación.
El 7 de noviembre de 2014, la Audiencia de Palma confirmó la imputación de Cristina de Borbón y Grecia por delito fiscal, aunque no por blanqueo de capitales. Contra dicha decisión no cabe recurso.
El 22 de diciembre de 2014, la Audiencia de Palma dictó el Auto de Apertura de Juicio Oral para que la Audiencia Nacional juzgara, entre otros, a Iñaki Urdangarín, su exsocio, Diego Torres, el expresidente de Baleares Jaume Matas y a la infanta Cristina. Urdangarín se enfrentó a penas de entre 19,5 y 26,5 años. Diego Torres se enfrentó a penas de entre 16,5 y 22,5 años. Matas estuvo acusado de prevaricación, malversación, fraude y tráfico de influencias. La Infanta estuvo acusada de cooperadora en dos delitos fiscales, pudiéndose enfrentar hasta cuatro años de prisión y reclamándole el pago de 2,6 millones en responsabilidades civiles.

### 2016
La Unidad de Delincuencia Económica y Fiscal (UDEF) de la Policía Nacional investiga desde fines del 2014 a la acusación popular en el caso Noos, el Colectivo de Funcionarios Públicos Manos Limpias, por coordinarse con Ausbanc para interponer querellas contra todo tipo de empresas e instituciones y exigirles luego grandes sumas de dinero a cambio de retirarlas. Las pesquisas fueron dirigidas por el juez Santiago Pedraz, de la Audiencia Nacional y se centraron, principalmente, en el presidente de Ausbanc, en Miguel Bernad y la abogada del sindicato, Virginia López Negrete. (Operación Nelson)
Se han producido denuncias de trabajadores y varias víctimas de la presunta trama. Una de ellas es de una de las personas que se sentaba en el banquillo de 'caso Nóos'.
Desde hace unos años, Ausbanc intimidaba con abrir causas judiciales, para lo cual usaba como instrumento ejecutor a Manos Limpias. Pineda y el secretario general de Manos Limpias, Miguel Bernard, mantienen una amistad desde hace años y han estado relacionados con los ambientes ultraderechistas. Luis Pineda y Miguel Bernad "proceden y han militado en movimientos ultraderechistas", y coincidieron "con Virginia López (Negrete, portavoz de Manos Limpias) en el caso Blesa, cuando Luis Pineda ejerció como abogado en nombre de Manos Limpias".

### 2017
El 17 de febrero de 2017, tras 11 años, se conoció la sentencia para los imputados en el Caso Nóos.
1. Iñaki Urdangarin fue condenado a 6 años y 3 meses de cárcel, 7 años y un mes de inhabilitación especial y a abonar una multa de € 513.553,68.
2. Diego Torres Pérez recibió una sentencia de 8 años de prisión y multa del tanto al duplo del valor de los bienes blanqueados. Dicha multa tiene un valor de € 689.537,24.
3. Cristina de Borbón fue sentenciada a abonar una multa de € 265.088,42.
4. Ana María Tejeiro Losada, esposa de Diego Torres, debe de abonar una multa con una cantidad de € 344.934,31.
5. Finalmente el tribunal decidió absolver de los delitos de los que estaban acusados a:
  1. Miguel Tejeiro (absuelto por la retirada de la acusación)
  2. Marco Antonio Tejeiro Losada
  3. Luis Lobón Martín
  4. José Manual Aguilar Colás
  5. Jorge Vela Bargués
  6. Elisa Maldonado Garrido
  7. Mercedes Coghen Alber
  8. Alfonso Grau Alonso
  9. Salvador Trinxet Llorca

### 2018
El 12 de junio de 2018 se publica la Sentencia firme del Tribunal Supremo.
Los medios de comunicación publicaron cuadros explicativos sobre los condenados y sus penas que ya son firmes.
Estas son las condenadas recogidas en la Sentencia de la Sala II del Tribunal Supremo:
1. Iñaki Urdangarin: Condenado a 5 años y 10 meses de prisión
2. Diego Torres Pérez: Condenado a 5 años y 8 meses de prisión.
3. Jaume Matas, expresidente de Baleares: condenado a 3 años y 8 meses de cárcel.
4. Cristina de Borbón: condenada a pagar 136.950 euros
5. Ana María Tejeiro Losada, esposa de Diego Torres: condenada a pagar 172.550 euros.
6. José Luis “Pepote” Ballester, ex director general de Deportes de Baleares: Condenado a 15 meses y dos días de prisión, sustituibles por multa.
7. Gonzalo Bernal, el exgerente de Illesport: Condenado a 15 meses y dos días de prisión, sustituibles por multa.
8. Juan Carlos Alía, exdirector del Instituto Balear de Turismo (Ibatur): Condenado a un año y dos días de prisión, sustituible por multa.
9. Miguel Ángel Bonet, el exsecretario de Ibatur: Condenado a un año y dos días de prisión, sustituible por una multa.

## Imputados
Eliminado el nombre de la infanta Cristina de la sentencia de Nóos: ahora es 'la Eva'
Se ha suprimido su identidad y título real en la base de datos de la jurisprudencia española. Iñaki Urdangarin es reemplazado por 'Julio' para la historia de la Justicia y 'Bernardo' es Jaume Matas, expresidente de Baleares. El CGPJ elimina los nombres de las sentencias, a diferencia del TC o del tribunal europeo que los respetan.
En el acto dictado por el juez encargado del caso Palma Arena, José Castro, en diciembre de 2011 se imputaban a nueve personas. En 2013, correspondiendo con las revelaciones de uno de los imputados, Diego Torres, se ampliaba la lista de imputados a siete. Los principales imputados son:
- José Luis "Pepote" Ballester Tuliesa, (Vinaroz, 1968), ex regatista olímpico, director general de Deportes del Govern.

- Luis Carlos García Revenga,[47] (Madrid, 1955), secretario privado de las infantas y miembro del patronato de la Fundación Reina Sofía. Licenciado en Pedagogía y Magisterio, antiguo maestro del colegio Santa María del Camino (Puerta de Hierro, Madrid). Está imputado en el caso Nóos desde febrero de 2013.[48][49]

- Jaume Matas i Palou (Palma de Mallorca, 1956), expresidente balear. Bajo su mandato el Ejecutivo autonómico encargó al Instituto Nóos la organización de dos foros sobre turismo y deporte por los que la empresa de Urdangarín se embolsó supuestamente 2,3 millones de euros entre 2005 y 2006. Es uno de los primeros imputados.

- Ana María Tejeiro Losada,[47] esposa de Diego Torres. Fue responsable del área jurídica y fiscal del Instituto Nóos. Fue citada a declarar en febrero de 2012. Está imputada en el caso Nóos desde diciembre de 2011.[50]

- Diego Torres Pérez (Mahón, Menorca, 1965), experto en estrategia y patrocinio. Antiguo Director de Strategy Innovation Lab y profesor asociado del Departamento de Política de Empresa de ESADE. Licenciado en Ciencias Empresariales y MBA por ESADE y doctor en Management Sciences por el mismo centro. Está imputado en el caso Nóos desde junio de 2011.

- Iñaki Urdangarin Liebaert, exduque consorte de Palma de Mallorca (Zumárraga, Guipúzcoa, 15 de enero de 1968), es un balonmanista español retirado, esposo de la infanta de España y duquesa de Palma de Mallorca Cristina de Borbón. Está imputado en el caso Nóos desde 2012.[46]

- Cristina de Borbón y Grecia, Infanta de España, (Madrid, 13 de junio de 1965), hija del Rey de España Juan Carlos I. Fue imputada en el caso Nóos por presunta apropiación indebida de fondos públicos en abril de 2013, imputación suspendida en mayo de 2013 por la Audiencia Provincial. Posteriormente, ha sido imputada por blanqueo y delito fiscal en enero de 2014.[23]

## Equipo jurídico y estrategias

### Defensa
Los tres principales imputados, Torres, Urdangarin y la Infanta Cristina, se sirven cada uno de su propio abogado, todos con despacho en Barcelona: Torres de Manuel González Peeters; Urdangarin de Mario Pascual Vives, amigo personal suyo y miembro del despacho de abogados Brugueras, García-Bragado, Molinero y Asociados. y la infanta de Miquel Roca.
Urdangarin y Pascual Vives basaron la defensa en atribuir toda la responsabilidad a su exsocio Diego Torres y exculpar a la infanta y otros miembros de la familia real. Esta arranca el 25 de febrero de 2012 con la declaración de Urdangarin inculpando a Torres. Ello propiciará que la mujer de Torres sea imputada y no así la infanta. Con esta estrategia el pacto entre caballeros que tenían los dos antiguos socios se rompe.
La estrategia del equipo de Urdangarin precipita a partir de 2012 una postura más agresiva por parte del equipo de Torres, dirigido por González Peeters. Torres y González Peeters han pasado pues al contrataque, intentando desvirtuar la posición de Urdangarin-Pascual y mostrar el rol central de Urdangarin en el entramado Nóos así como el hecho de que éste se sirvió de la ayuda y el beneplácito de la Casa Real. A partir de esta fecha han ido filtrando una serie de correos electrónicos que podrían implicar en el caso Nóos a personas directamente relacionadas con la Casa Real y el mundo de la política, tales como la infanta Cristina, el secretario de las infantas Carlos García Revenga (que acabará siendo imputado) o la «amiga entrañable» del rey, Corinna zu Sayn-Wittgenstein.
Las entregas de correos por parte de Torres serán las siguientes:
- Primera entrega: abril de 2012
- Segunda entrega: octubre de 2012
- Tercera entrega: 9 de enero de 2013
- Cuarta entrega: 16 de febrero de 2013
- Quinta entrega: 12 de marzo de 2013
- Sexta entrega: 26 de marzo de 2013
- Séptima entrega 6 de abril de 2013[53]

Asimismo, la defensa de Torres defenderá que la esposa de Torres «ni por asomo» formaba parte de Nóos, por lo que reclama que se le aplique la «batería de elementos» desgranados por el juez para no imputar a la infanta, ahorrándole la innecesaria «estigmatización del banquillo».
El 5 de abril de 2013, a raíz de la primera imputación de la infanta Cristina, la Casa Real elige al prestigioso abogado Miquel Roca i Junyent como su abogado particular. En enero de 2014, al conocer la noticia de la segunda y más seria imputación de su defendida, el letrado decide preparar el recurso contra el auto de imputación.

### Acusación
La investigación del caso Nóos corre a cargo tanto del juez titular del Juzgado de Instrucción número 3 de Palma, José Castro, como de la Fiscalía Anticorrupción y la Policía Judicial. La acusación la lleva el fiscal Pedro Horrach Arrom.
Desde el 10 de febrero de 2012 el colectivo Manos Limpias actúa como acusación particular.
Desde enero de 2013 la Abogacía del Estado se persona como acusación particular en representación de la Agencia Estatal de la Administración Tributaria (AEAT) ante un presunto fraude fiscal por valor de unos 470 000 euros.
En 2013, a raíz de la primera imputación de la infanta Cristina, surgen las primeras divergencias entre los equipos jurídicos públicos. En mayo, respondiendo a un recurso del propio fiscal instructor del caso Nóos, Pedro Horrach, contra dicha imputación, la Audiencia Provincial de Palma decide bloquear —por dos votos a uno— la imputación de la infanta Cristina que dictó el juez instructor José Castro. A finales de año se sucederán los desencuentros entre el fiscal Horrach y el juez Castro. El 14 de noviembre, Horrach registra un escrito en el juzgado de Palma que investiga el caso Urdangarin en el que sostiene, a lo largo de 30 páginas, que no existen indicios de delito en la actuación de la infanta Cristina en relación con los negocios de su marido y que, por tanto, no procede su imputación en la causa.
El 17 de diciembre del mismo año, Horrach publica un nuevo informe de cuatro páginas donde se reafirma en su postura de firme oposición a la imputación de la infanta. En él el fiscal acusa al juez instructor por sus "innecesarias y redundantes" indagaciones fiscales y patrimoniales sobre Cristina de Borbón y afirma que la actividad final del juez "«desdibuja» tanto "«los hechos delictivos como las personas responsables de los mismos».
El 7 de enero de 2014, en el auto de imputación de la infanta, el juez Castro hace explícitas alusiones a los argumentos expuestos por la fiscalía para desautorizar la imputación. El fiscal, mediante un escrito dirigido al Juez Castro el 15 de enero, cuestiona la posibilidad de que exista un posible delito fiscal de la Infanta y acusa al juez de utilizar una «absurda y denigrante teoría conspiratoria» con argumentos «incongruentes» para imputar a la Infanta Cristina, pero el fiscal no recurre su imputación. Las asociaciones de jueces Jueces para la Democracia (JpD) y la Asociación de Jueces y Magistrados Francisco de Vitoria critican las formas del fiscal Horrach y piden respeto por el juez Castro.

## Repercusiones políticas

### Casa Real
- En marzo de 2006, la Casa Real transmite a Iñaki Urdangarin que debería realizar «una salida formal de Nóos para apaciguar un poquito la sensación de crítica» en torno a los negocios del duque.[64]
- Desde diciembre de 2011 Urdangarin es apartado de toda actividad oficial de la Casa Real por su conducta "no ejemplar".[65]
- En la segunda quincena de diciembre de 2011, a apenas dos semanas que la noticia del caso Nóos diera la vuelta al mundo, la Casa Real hace públicas sus cuentas en su web oficial.[66]
- En la Navidad de 2011, a diferencia de otros años, la infanta Cristina decide no viajar a España, por lo que no celebrará las fiestas con los reyes.[67] En cambio, será la Reina Sofía de Grecia quien visitará a su hija y su yerno Urdangarin a Washington D. C. La reina se dejará fotografiar junto a los duques de Mallorca, algo que será criticado por la prensa.[68]
- El 24 de diciembre de 2011, el rey Don Juan Carlos, durante su tradicional discurso navideño,[69] defiende el "comportamiento ejemplar" que deben tener todos los responsables públicos y ha recordado que "la justicia es igual para todos", por lo que "cualquier actuación censurable deberá ser juzgada y sancionada con arreglo a la ley". Aunque el Artículo 56 (punto 3) de la Constitución dice: La persona del Rey es inviolable y no está sujeta a responsabilidad. Sus actos estarán siempre refrendados en la forma establecida en el artículo 64, careciendo de validez sin dicho refrendo, salvo lo dispuesto en el artículo 65,2. [70]
- El 25 de noviembre de 2012, Urdangarin acude con su esposa y junto a la Reina y la infanta Elena a visitar al rey Juan Carlos I al hospital Quirón San José de Madrid, cuando se recuperaba de su intervención quirúrgica en la cadera, y coincidió también en el centro médico con los Príncipes de Asturias, lo que abrirá un debate en algunos medios sobre si este detalle reflejaba algún cambio en la decisión de la Casa del Rey de apartarle de la institución.[65][71]
- En enero de 2013 la Casa Real borra de la web de la Casa Real la página propia que le correspondía a Urdangarin como miembro de la Familia Real y tan sólo deja su nombre y su imagen, como esposo de doña Cristina y duque de Palma, en la página personal de la infanta.[72][65]

### Resto de España
- En noviembre de 2010 el grupo Izquierda Unida interpela al Gobierno valenciano presidido entonces por Francisco Camps por las subvenciones concedidas al Instituto Nóos.[73]
- El 14 de mayo de 2012, la Mesa del Congreso de los Diputados, cuya función es regir y ordenar el trabajo de todo el Congreso, decide rechazar las preguntas[74] planteadas al Gobierno por el diputado de IU-Valencia, Ricardo Sixto, para que aclarara la supuesta relación del rey con Instituto Nóos.[75]
- En enero de 2013, el diputado Ricardo Sixto anuncia que registrará una iniciativa parlamentaria en la que se interesa por la participación de la amiga del jefe del Estado, Corinna Sayn-Wittgenstein, y de Jaime de Marichalar en el Valencia Summit de 2004.[76]
- El 30 de enero de 2013, la Junta de Gobierno del Ayuntamiento de Palma de Mallorca del Partido Popular acuerda que la céntrica vía de la ciudad deje de denominarse Rambla de los Duques de Palma, nombre que llevaba desde 1998. Asimismo, el Consistorio decidió pedir a Urdangarin que evitara el uso de su título, del que el titular se había mofado en unos mensajes de correo electrónico hechos público y firmados como "El duque em...Palma...do".[77] El portavoz del Consistorio, Julio Martínez, declaró que la decisión se tomó con unanimidad de todas las fuerzas políticas y debido a la "demanda generalizada" de la ciudadanía.[78]
- En febrero de 2013 Diego Torres hace públicos una serie de mensajes de correo electrónico donde trascendía que Urdangarin gestó los dos mayores negocios del Instituto Nóos en el Palacio de Marivent de Marivent, con el presidente balear Jaume Matas del Partido Popular, que finalmente abonó a Nóos 2,3 millones por dos congresos de turismo y deporte; y en el Palacio de la Zarzuela, donde negoció con Rita Barberá y Francisco Camps, ambos del Partido Popular.[79]
- El 18 de febrero de 2013, la portavoz de Unión Progreso y Democracia (UPyD) en el Congreso, Rosa Díez, considera "urgente" que la Fiscalía "actúe" para esclarecer las informaciones sobre la supuesta implicación del rey en el caso Nóos.[80]

## Repercusión mediática

### En España
La prensa generalista se empezó a hacer eco del caso Nóos-Urdangarin de forma seguida sólo a partir de 2011, cuando el caso ya era vox populi y estaba en manos de la Fiscalía Anticorrupción.
El 7 de noviembre de 2011 El Periódico de Catalunya se hacía eco del registro de la sede del Instituto Nóos en Barcelona por el caso Palma Arena. A partir de esta fecha el caso se apoderará de las portadas de los principales medios españoles.
El 9 de noviembre de 2011, justo el día después del registro por parte de Agentes del Cuerpo Nacional de Policía de las oficinas de una red de sociedades vinculadas al Instituto Nóos en Barcelona el artículo sobre Urdangarin en Wikipedia recibe un pico de visitas nunca antes alcanzado: 3754. El pico de noviembre se verá con creces superado justo el día en que el juez Castro levanta el secreto del sumario e imputa a Urdangarín, pues en 29 de diciembre de 2011 el artículo alcanza 6.868 visitas. Pero el máximo histórico de visitas se producirá sólo el 5 de enero de 2012, coincidiendo con las primeras revelaciones sobre las abultadas cifras que Nóos cobrara a sus clientes y el viaje a España del duque para visitar a su padre enfermo. Ese día el artículo recibirá 7,022 visitas.
Cuando todos los periódicos españoles publicaban en sus páginas la noticia sobre las investigaciones que la Fiscalía Anticorrupción estaba llevando a cabo a Iñaki Urdangarin las revistas del corazón españolas decidieron no mencionar casi el tema. La revista Hola era la que más sorprendía a los lectores con una portada en la que aparecía la reina Sofía con los duques de Palma, todos sonriendo, y el titular «La reina, días en familia con los duques de Palma en Washington». El resto de las revistas del corazón también intentaron dar una imagen de honradez de Urdangarin. La semana del escándalo, la revista Diez minutos titulaba «La infanta Cristina ve peligrar su matrimonio», mientras que Semana apostaba por «El difícil papel de la infanta Cristina». Y aunque ponían énfasis en los difíciles momentos que pasa por culpa de su marido, no ahondaban en los problemas legales de éste. Sin embargo, Semana en su siguiente edición dedicó además de la portada un completo reportaje sobre la investigación.
El 13 de mayo de 2013, a raíz de la desimputación de la infanta Cristina, el catedrático de sociología y columnista habitual de El País, Enrique Gil Calvo, publicó un duro artículo titulado «Desimputación». En él sostenía que «La corrupción política e institucional constituye nuestro primer problema nacional».

### En el resto del mundo
La noticia del yerno del Rey de España y marido de la infanta Cristina siendo imputado en un caso de corrupción dio la vuelta al mundo y despertó el interés del periodismo internacional. Junto con la deriva económica del país, es de las pocas noticias sobre España que ha trascendido las fronteras y disfrutado de un seguimiento continuo por parte de los medios de comunicación extranjeros.
De los primeros en hacerse eco del caso fue el periódico alemán Süddeutsche Zeitung, el 7 de diciembre de 2011, con el artículo «Cuando el yerno empaña la imagen del Reino». Dos días más tarde, el periódico mexicano El Universal publicaba el artículo «Iñaki Urdangarín sí podrá ser acusado: El yerno del rey de España está siendo investigado por desvío de fondos». El 12 de diciembre de 2011 el semanario alemán Der Spiegel publicaba el texto «Escándalo financiero: el Rey Juan Carlos se distancia de su yerno».
Al día siguiente el periódico británico Daily Telegraph escribía «El Rey de España pone en cuarentena a su yerno por un escándalo de corrupción». El día 14, el diario francés Le Monde se hacía eco del caso con el artículo «Un yerno poco delicado pone en aprietos a la familia real española». El día 15 era el periódico romano La Repubblica se refirió al caso Nóos con el título: «Las espinas de la corona en España: el yerno pone en aprietos al Rey Juan Carlos».
En febrero de 2012, correspondiendo a la primera declaración ante el juez Castro del yerno del Rey, se acreditaron unos 150 periodistas, incluidas televisiones como Al Jazeera. Por primera vez la prensa nipona se hacía eco del caso.
Un año después de su primera declaración, en febrero de 2013, unos 200 periodistas nacionales e internacionales se acreditaron para la segunda citación judicial de Iñaki Urdangarin por el caso Nóos. La cadena árabe Al Jazeera no repitió este año pero otros media cubrieron el evento por primera vez: entre ellos una agencia de noticias holandesa especializada en casas reales y Vía Alemania de la televisión pública suiza. Otros medios destacados que cubrieron el evento fueron Televisa, el canal de televisión mexicano. Entre los nuevos elementos de interés, aparte del encausamiento del duque, se encuentran un cargo de la Casa Real como es Carlos García Revenga, secretario de las Infantas, que acudió como a imputado, y Corinna Wittgenstein, conocida como la amiga del rey, que aparece en los mensajes de correo electrónico del sumario. Para esta segunda declaración se tomaron excepcionales medidas de seguridad a fin de evitar que circularan imágenes del evento.
El 4 de noviembre de 2013 el prestigioso periódico Süddeutsche Zeitung publica el artículo «Königliche Schande» («Vergüenza real»). En él se hace eco del embargo por parte del juez instructor del caso Noos José Castro del lujoso palacete de Pedralbes que fue residencia de los duques de Mallorca.
El 7 de enero de 2014, la noticia de la imputación de la infanta Cristina llegó a los principales rotativos mundiales. El norteamericano New York Times escribía «Un juez imputa a la Princesa de España por fraude fiscal». En Inglaterra, la BBC recogía la noticia: «La Infanta Cristina, Princesa de España, imputada por fraude», mientras que el francés Le Monde se preguntaba «¿Podrá la infanta Cristina escapar de la justicia española?». El Frankfurter Allgemeine Zeitung alemán escribía «Hija del Rey acusada de lavado de dinero».

### En la calle y en internet
Las vicisitudes de un proceso donde se imputaba un miembro de la familia real ha sido seguido con intensidad en España así como en internet. En febrero de 2013, durante los días en que el duque de Palma fue a declarar al juzgado de Palma se organizaron varias manifestaciones en las calles cercanas al juzgado, en las que se concentraron centenares de indignados y ciudadanos.